# ブルードット・ネートワーク
ブルードット・ネットワーク（英: Blue Dot Network、BDN）は、質の高いインフラ案件に国際的な認証を与えるための多国間の枠組みである。

## 概要
中華人民共和国が行う一帯一路政策における「債務の罠」問題を受けて設立された、個々のインフラ支援プロジェクトに認証を与えるスキームである。インフラ整備の質のギャップを埋めるため、認証されたプロジェクトが以下の目標を達成することを保証することを目的としている。
1. 持続可能かつ包括的な経済成長と発展を促進する。
2. 公的資金の適切な活用に支えられた、市場主導・民間主導の投資を促進する。
3. 健全な財政管理、債務の透明化、プロジェクトレベルおよび国レベルの債務の持続可能性を支援する。
4. 気候変動や災害などのリスクに強く、2050年のネットゼロに向けた道筋に沿ったプロジェクトを構築する。
5. 資産の全ライフサイクルコストにわたって、金額に見合った価値を確保する。
6. 現地の技術移転と現地の資本市場に焦点を当てて、現地の能力を構築する。
7. 透明性のある調達・協議プロセスを奨励しつつ、腐敗に対する保護を推進する。
8. 労働と人権の尊重を含む、環境および社会的保障措置の国際的なベストプラクティスを支持する。
9. インフラサービスの公平な利用を促進する。
10. 女性、障がい者、社会から疎外された人々の社会的参加を促進する。

自由で開かれたインド太平洋戦略に基づき、2019年にバンコクで行われたインド太平洋ビジネスフォーラムで発表された。

## 歴史

### 設立
ブルードットネットワークの原則は、海外民間投資公社（OPIC）の代表代行であるデイビッド・ボヒギアンが2018年11月15日のワシントン・タイムズの意見記事で概説した。
2019年11月4日、バンコクで開かれた第35回ASEAN首脳会議の合間に行われたインド太平洋ビジネスフォーラムにおいて、アメリカ国際開発金融公社とオーストラリアの外務貿易省、国際協力銀行が主導し、ボヒギアンとアメリカ国務省の担当次官、そして日豪の担当者によって立ち上げが行われた。
米国国際開発金融公社はこのプロジェクトのために600億ドルを調達した。2020年1月、米国は200万ドルの資金を投入すると発表し、G7加盟国への参加を呼びかけた。

### 発展
2021年6月、G7はBDNを元として「より良い世界再建」を発案することを採択した。また、2021年7月6日、経済協力開発機構（OECD）は、米豪日の政府と共同で、BDN認証プロセスの開発に関する協議を開始し、2022年3月21日、原案を発表した。
2023年12月、OECDの理事会は、認証フレームワークの世界展開を監督・統括する「ブルードットネットワーク事務局」を設立することに合意し、2024年4月9日に設立された。
OECDはBDN事務局の設立と同時に、BDNがOECDに監督されるプロジェクトの認証を開始することを発表した。